# Trigonopoma gracile
Trigonopoma gracile är en fiskart som först beskrevs av Kottelat, 1991.  Trigonopoma gracile ingår i släktet Trigonopoma och familjen karpfiskar. Inga underarter finns listade i Catalogue of Life.